# 袋花忍冬
袋花忍冬（学名：Lonicera saccata）是忍冬科忍冬属的植物，为中国的特有植物。分布在中国大陆的贵州、西藏、甘肃、云南、湖北、陕西、四川、安徽、青海等地，生长于海拔1,280米至4,500米的地区，多生长在灌丛中、云杉林、山顶杜鹃林、草地、混交林中、山坡冷杉林或林缘，目前尚未由人工引种栽培。

## 异名
- Lonicera saccata Rehd. var. tangiana (Chien) Hsu et H. J. Wang